# Чиковані Вахтанг Володимирович
Вахта́нг Володи́мирович Чикова́ні (груз. ვახტანგ ვლადიმერის ძე ჩიქოვანი; нар. 2 серпня 1919 — 1 березня 1944) — радянський офіцер, учасник Другої світової війни, Герой Радянського Союзу (1944, посмертно). У роки німецько-радянської війни начальник хімічної служби 861-го стрілецького полку 294-ї стрілецької дивізії 52-ї армії 2-го Українського фронту, старший лейтенант.

## Біографія
Народився 2 серпня 1919 року в місті Тбілісі, столиці Грузії, в родині службовця. Закінчив 3 курси Тбіліського державного університету.
У Червоній армії з 1941 року. Закінчив Військову академію хімічного захисту в 1942 році. В дієвій армії з липня 1942 року.
Як начальник хімічної служби в складі 294-го стрілецького полку взимку 1943—1944 років відзначився у боях на території України. В грудні 1943 року при визволенні міста Черкаси за власної ініціативи очолив підрозділ піхотинців та штурмом оволодів будівлею Палацу піонерів — потужним опорним пунктом німців. В лютому 1944 року, замінивши вибулого з ладу командира роти лейтенанта Уколова, з групою бійців непомітно переправився через річку Рось в районі селища Стеблів Корсунь-Шевченківського району. Група вийшла в тил ворога і раптово атакувала противника. Група бійців переправилась на протилежний берег, тим самим змусивши ворога підступати. В цьому бою німці втратили близько роти солдат, 60 осіб здалось в полон. Переслідуючи ворога, група радянських воїнів звільнила 2 населених пункти. У бою за село Водяники Звенигородського району 1 березня 1944 року Вахтанг Володимирович загинув від осколка міни.

## Увічнення пам'яті
Указом президії Верховної Ради СРСР від 13 вересня 1944 року за мужність, відвагу та героїзм, проявлені в боротьбі з німецько-фашистськими загарбниками, старшому лейтенанту Чиковані Вахтангу Володимировичу посмертно присвоєно звання Героя Радянського Союзу.
Чиковані нагороджений орденами Леніна, Червоного Прапора, Вітчизняної війни 2-го ступеня, Червоної Зірки та декількома медалями. Похований у селі Водяники, де на могилі встановлено обеліск; біля будівлі школи встановлено погруддя.

## Вшанування пам'яті
На місці боїв у селі Яблунівка встановлено пам'ятний знак на честь воїнів роти Чиковані, стела з портретом Героя. На будівлі Палацу піонерів у Черкасах встановлено меморіальну дошку. На території Черкаської ЗОШ № 12 у 1980 році встановлено бюст.
Вулиця Чиковані у місті Черкаси. Також вулиця існує у місті Корсунь-Шевченківський, селах Водяники, Яблунівка.

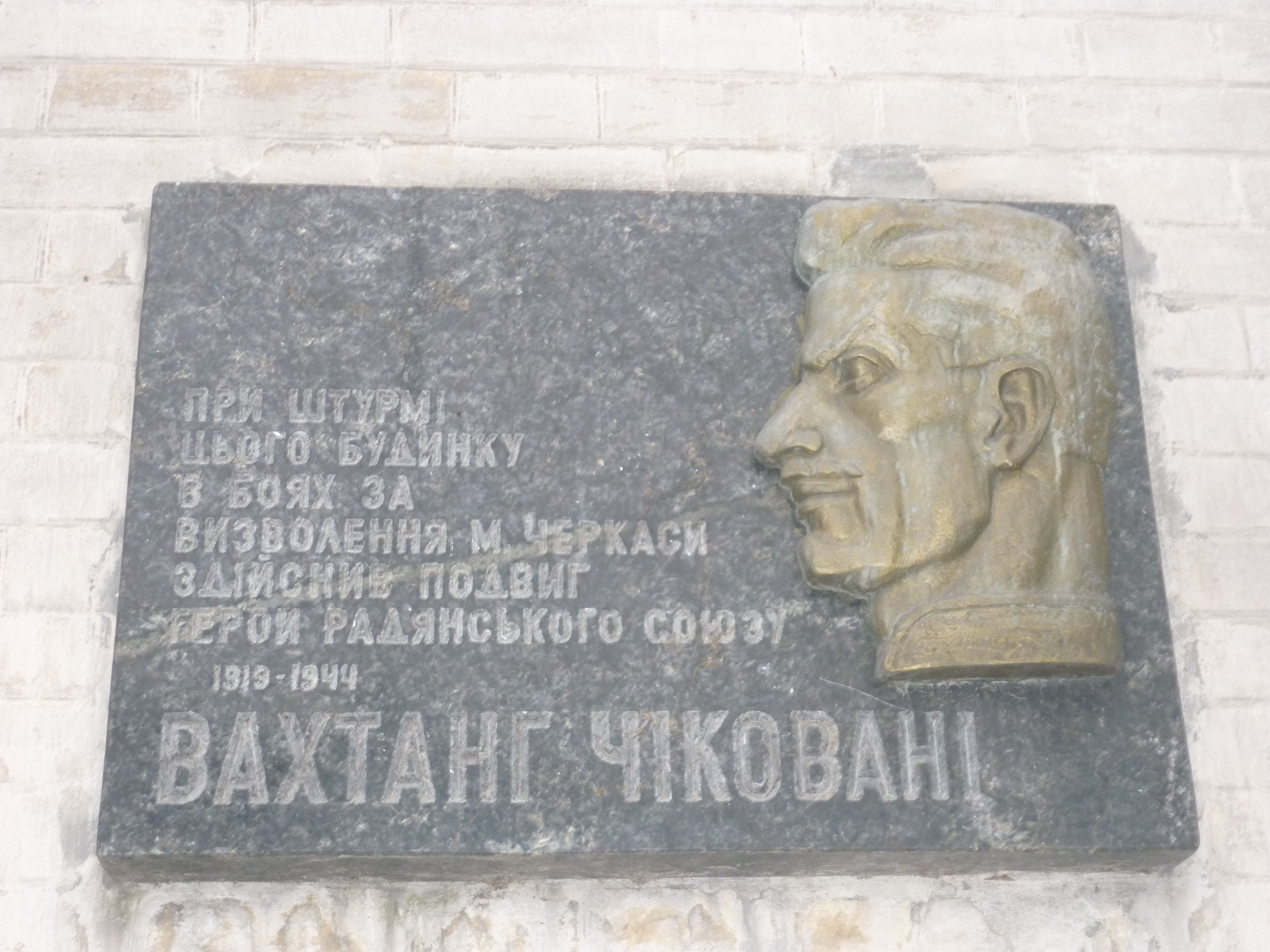
Меморіальна дошка на фасаді Палацу піонерів (Черкаси)
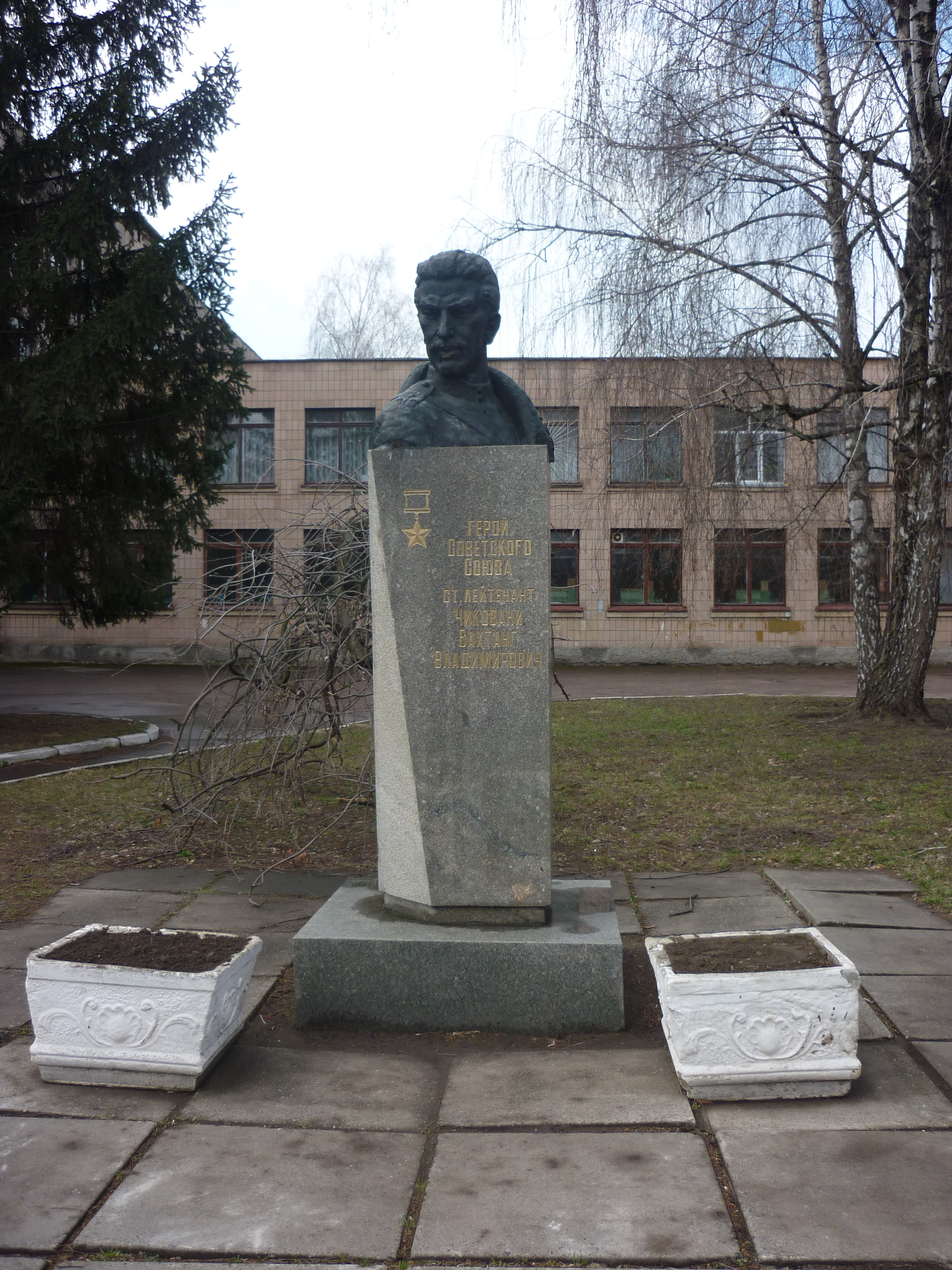
Бюст на території ЗОШ № 12 (Черкаси)
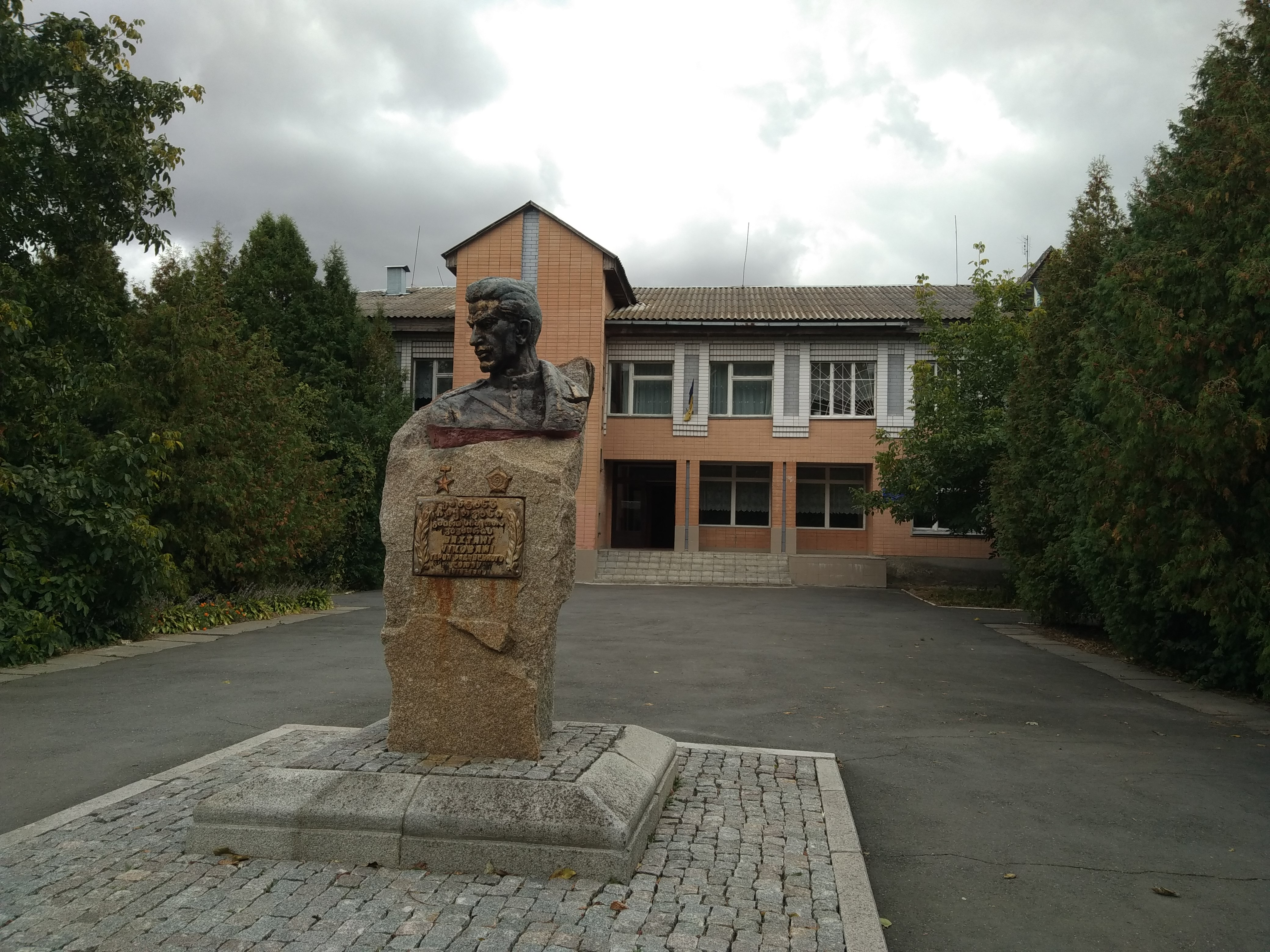
Погруддя у с. Водяники